# Naradka alpejska
Naradka alpejska (Androsace alpina (L.) Lam.) – gatunek rośliny z rodziny pierwiosnkowatych (Primulaceae Vent.). Występuje często w Alpach Centralnych, natomiast jest rzadko spotykana w Północnych i Południowych Alpach Wapiennych. 

## Morfologia
PokrójBylina dorastająca do 15 cm wysokości. Tworzą mocną i zwartą darń.
LiścieZebrane w różyczki. Mają lancetowaty kształt. Mierzą do 3–6 mm długości. Są omszone od spodu.
KwiatyPojedyncze, rozwijają się w kątach górnych liści. Osadzone są na krótkich szypułkach. Kielich jest zrośnięty. Płatki mają barwę od różowej do jasnofioletowej, czasami białe, są żółtawe w środku, dorastają do około 5 mm średnicy.
Gatunki podobneRoślina jest podobna do gatunku A. wulfeniana, który charakteryzuje się bardziej zwartym pokrojem. Ponadto kwiaty mają ciemnoróżową barwę, dorastają do 10–12 mm średnicy i osadzone są na długich szypułkach.

## Biologia i ekologia
Rośnie na piargach oraz rumowiskach skalnych, na podłożu ubogim w wapń, w miejscach, gdzie długo zalega pokrywa śnieżna. Występuje na wysokości od 2200 do 3000 m n.p.m., maksymalnie do 4000 m n.p.m. Kwitnie od lipca do sierpnia.